# Mainfranken-Tour
Die Internationale Mainfranken-Tour war ein von 1909 bis 2010 unter verschiedenen Namen ausgetragenes Straßenradrennen, das mit Unterbrechungen jährlich in der deutschen  Region Mainfranken stattfand, bis 1973 als Eintagesrennen, ab 1974 als Etappenrennen. So wurde sie bereits unter den Namen Rund um Spessart und Rhön (1909–1951), Internationales Ernst-Sachs-Gedächtnis-Rennen (1952–1984) und Internationale Ernst-Sachs-Tour (1985–1999) ausgetragen. Die beiden letztgenannten Namen orientieren sich dabei am aus dieser Region stammenden Industriellen Ernst Sachs. Seit 2000 trug sie den Namen Mainfranken-Tour.
Seit Einführung der UCI Europe Tour im Jahr 2005 war sie Bestandteil dieser Rennserie und in die UCI-Kategorie 2.2U eingestuft. Weiterhin war sie in die U23-Wertung der seit 2006 ausgetragenen Internationale Deutsche Meisterschaften integriert.

## Sieger

### Mainfranken-Tour
| - 2010 Marc Goos - 2009 Sebastian May - 2008 Mychajlo Kononenko | - 2007 Anatolij Kaschtan - 2006 Sebastian Schwager - 2005 Matthieu Ladagnous - 2004 Mathieu Heijboer | - 2003 Mathias Jelitto - 2002 Iwan Terenin - 2001 Marco Bos - 2000 Matteo Carrara |

### Internationale Ernst-Sachs-Tour
| - 1999 Jochen Summer - 1998 Heinrich Trumheller - 1997 Stephan Schreck - 1996 Josef Holzmann - 1995 Petr Konečný | - 1994 Thomas Liese - 1993 Andreas Lebsanft - 1992 Mike Weismann - 1991 Stephan Gottschling - 1990 Steffen Rein | - 1989 Markus Schleicher - 1988 Remig Stumpf - 1987 Remig Stumpf - 1986 Hartmut Bölts - 1985 Hans Knauer |

### Internationales Ernst-Sachs-Gedächtnis-Rennen (Amateure)
| - 1984 Jörgfried Schleicher - 1983 Dieter Burkhardt - 1982 Dieter Burkhardt - 1981 Helmut Wechselberger - 1980 Friedrich von Loeffelholz - 1979 Richard Trinkler - 1978 Richard Trinkler - 1977 Hans Summer - 1976 Peter Weibel - 1975 Marcel Thull - 1974 Peter Weibel | - 1973 Iwan Schmid - 1972 Dieter Leitner - 1971 Jörg Frank - 1970 René Savary - 1969 Burkhard Ebert - 1968 Johannes Knab - 1967 Jürgen Goletz - 1966 Valère Van Sweevelt - 1965 Hans Lüthi - 1964 Heinz Schulz - 1963 G. Schulz | - 1962 Wim Dieperink - 1961 August Korte - 1960 Heinz Bath - 1959 Frans Balvert - 1958 Willy Vanden Berghen - 1957 Noé Conti - 1956 Edi Ziegler - 1955 Walter Becker - 1954 Walter Becker - 1953 Edi Ziegler - 1952 Marcel Janssens - 1951 ? - 1950 Horst Holzmann |

### Rund um Spessart und Rhön
| Profis: - 1935 Erich Bautz - 1934 Arthur Essing - 1926 Arthur Nörenberg - 1925 Richard Huschke - 1924 Paul Kohl - 1923 Adolf Huschke - 1922 Adolf Huschke - 1921 Fritz Gielow - 1920 Adolf Huschke - 1914 Robert Tartsch - 1913 Hans Ludwig - 1912 Josef Hübner - 1911 Eduard Gall | Amateure: - 1951 Richard Popp - 1950 Richard Popp - 1936–1949 nicht ausgetragen - 1935 Reinhold Wendel - 1934 Josef Remold - 1933 Rudi Wölkert - 1932 nicht ausgetragen - 1931 Gerhard Hanke - 1930 Rudolf Risch - 1929 K. Hedwig - 1928 Otto Kürschner - 1927 Ludwig Geyer | *1926 nicht ausgetragen - 1925 Otto Gugau - 1924 Michael Schröck - 1923 Alois Schneidawind - 1922 Karl Pfister - 1921 Karl Pfister - 1920 Adam Sachs - 1915–1920 nicht ausgetragen - 1914 - 1913 Andreas Reitberger - 1912 Andreas Reitberger - 1911 nicht ausgetragen - 1910 Hans Hartmann - 1909 Robert Tartsch |